# Psychotria toensis
Psychotria toensis är en måreväxtart som beskrevs av Nathaniel Lord Britton och Percy Wilson. Psychotria toensis ingår i släktet Psychotria och familjen måreväxter. Inga underarter finns listade i Catalogue of Life.